# Thomas Brdarić
Thomas Brdarić, född 23 januari 1975 i Nürtingen, är en tysk före detta fotbollsspelare, numer tränare.
Brdarić är tränare för Vllaznia Shkodër i Albanien. Som spelare representerade han bland annat klubblagen Bayer Leverkusen och Hannover 96. Han har också representerat Tysklands landslag.

## Spelarkarriär

### Klubblag
Han gjorde sin Bundesliga-debut för VfB Stuttgart 1993, men lyckades inte erövra en fast plats i startelvan och såldes därför till Fortuna Düsseldorf. Där mäktade han endast med ett mål på trettio ligamatcher, varför han såldes vidare till Fortuna Köln i den tyska andradivisionen. Med Köln fick Brdarić fart på målskyttet, i synnerhet under säsongen 1998/1999 då han gjorde 13 mål på 29 ligamatcher.
Sommaren 1999 köptes han av Bayer Leverkusen, där han skulle komma att spela till 2004. Trots att Brdarić inte kontinuerligt levererade mål fick han regelbunden speltid. Han var återkommande startspelare när Leverkusen överraskande tog sig till final i Champions League 2001/2002. Under turneringen gjorde Brdarić ett mål mot Juventus.
Efter denna framgång för klubben började speltiden för Brdarić minska och han lånades 2003 ut till Hannover 96, där han kom att göra en målmässigt bra säsong. Efter säsongen köptes han av VfL Wolfsburg, där han gjorde likt säsongen före mäktade med tolv ligamål. Efter meningsskiljaktigheter med tränaren såldes Brdarić dock till sin tidigare klubb Hannover.
På grund av problem med sitt knä avslutade Brdarić 2008 sin spelarkarriär. Sammanlagt medverkade han i 204 Bundesliga-matcher och gjorde på dessa 54 mål.

### Landslag[3]
Brdarić medverkade i åtta landskamper för Tysklands landslag mellan 2002 och 2005. Han var med i Tysklands trupp till EM 2004, där han gjorde ett inhopp i matchen mot Lettland. Brdarić gjorde sitt enda landslagsmål i en träningsmatch mot Iran 2004.

## Tränarkarriär
Brdarić påbörjade 2009 en tränarkarriär då han fick ansvar för 1. FC Union Solingen. Han var samtidigt klubbens sportchef. Solingen sparkade Brdarić redan i augusti samma år.
Han var 2011 sportchef för Dinamo Minsk och året därpå fick han samma roll för PFK Bunyodkor i Uzbekistan.
Brdarić var 2017 tränare för KF Shkëndija i Makedonien, men fick efter fem månader sparken som följd av dåliga sportsliga resultat. Efter detta tillbringade han en säsong vardera i de klassiska tyska klubbarna Tennis Borussia Berlin och Rot-Weiß Erfurt, varefter han på nytt flyttade utomlands, denna gång för att träna albanska Vllaznia. Han fick sparken 2022 och flyttade kort därpå till Indien för att träna Chennaiyin FC i indiska superligan.
I juni 2023 presenterades Brdarić som tränare för Al-Arabi SC i Kuwait.
I april 2024 återvände Brdarić till rollen som tränare för KF Vllaznia.